# La Motte-Picquet - Grenelle (metrostation)
La Motte-Picquet - Grenelle is een station van de metro in Parijs langs metrolijnen 6, 8 en 10 in het 15e arrondissement.
De naam van het station is een eerbetoon aan admiraal Toussaint-Guillaume Picquet de la Motte (1720-1791), en verwijst tevens naar de voormalige gemeente Grenelle die in 1860 werd geannexeerd door Parijs.

## Geschiedenis
Het station werd geopend op 24 april 1906 als het station La Motte-Picquet als onderdeel van de toenmalige metrolijn 2 Sud. Vanaf 14 oktober 1907 lag het station langs metrolijn 5. De naam van het station werd in 1913 veranderd in de huidige naam, bij de verlenging van metrolijn 8 naar het station Beaugrenelle (het huidige station Charles Michels op metrolijn 10).
Bij de aanleg van metrolijn 10 in 1937 vonden er ingrijpende veranderingen plaats in het metrostation. Op 6 oktober 1942 werd het traject tussen station Place d'Italie en station Charles de Gaulle - Étoile overgeheveld van metrolijn 5 naar metrolijn 6.

## Aansluitingen
- Bus (RATP): 80

Charles de Gaulle - Étoile · Kléber · Boissière · Trocadéro · Passy · Bir-Hakeim · Dupleix · La Motte-Picquet - Grenelle · Cambronne · Sèvres - Lecourbe · Pasteur · Montparnasse - Bienvenüe · Edgar Quinet · Raspail · Denfert-Rochereau · Saint-Jacques · Glacière · Corvisart · Place d'Italie · Nationale · Chevaleret · Quai de la Gare · Bercy · Dugommier · Daumesnil · Bel-Air · Picpus · Nation
Balard ·
Lourmel ·
Boucicaut ·
Félix Faure ·
Commerce ·
La Motte-Picquet - Grenelle ·
Champ de Mars ·
École Militaire ·
La Tour-Maubourg ·
Invalides ·
Concorde ·
Madeleine ·
Opéra ·
Richelieu - Drouot ·
Grands Boulevards ·
Bonne Nouvelle ·
Strasbourg - Saint-Denis ·
République ·
Filles du Calvaire ·
Saint-Sébastian - Froissart ·
Chemin Vert ·
Bastille ·
Ledru-Rollin ·
Faidherbe - Chaligny ·
Reuilly - Diderot ·
Montgallet ·
Daumesnil ·
Michel Bizot ·
Porte Dorée ·
Porte de Charenton ·
Liberté ·
Charenton - Écoles ·
École Vétérinaire de Maisons-Alfort ·
Maisons-Alfort - Stade ·
Maisons-Alfort - Les Juilliottes ·
Créteil - L'Échat ·
Créteil - Université ·
Créteil - Préfecture ·
Pointe du Lac
Boulogne - Pont de Saint-Cloud · 
Boulogne - Jean Jaurès · 
Porte d'Auteuil · 
Michel-Ange - Auteuil · 
Église d'Auteuil · 
Michel-Ange - Molitor · 
Chardon-Lagache · 
Mirabeau · 
Javel - André Citroën · 
Charles Michels · 
Avenue Emile Zola · 
La Motte-Picquet - Grenelle · 
Ségur · 
Duroc · 
Vaneau · 
Sèvres - Babylone · 
Mabillon · 
Odéon · 
Cluny - La Sorbonne · 
Maubert - Mutualité · 
Cardinal Lemoine · 
Jussieu · 
Gare d'Austerlitz